# Direction régionale des Impôts de Strasbourg
La direction régionale des Impôts est un monument historique situé à Strasbourg, dans le département français du Bas-Rhin.

## Localisation
Ce bâtiment est situé au 4, place de la République et au 25 avenue des Vosges à Strasbourg.

## Historique
Le bâtiment a été construit entre 1899 et 1902. L'édifice fait l'objet d'une inscription au titre des monuments historiques depuis 1996.